# Jikū no mizu
Jikū no mizu (jap. 時空の水; ang. Water in Time and Space) – pierwszy solowy album studyjny Susumu Hirasawy, wydany w Japonii 1 września 1989 roku przez Polydor Records.
Album został wydany ponownie dwukrotnie przez Universal Music Japan: 24 września 2014 roku (SHM-CD) oraz 2 grudnia 2020 roku na 180-gramowej płycie winylowej.

## Lista utworów
Wszystkie utwory zostały napisane, skomponowane i zaaranżowane przez Susumu Hirasawę. 
| CD  | CD                                                                              | CD      |
| Nr  | Tytuł utworu                                                                    | Długość |
| --- | ------------------------------------------------------------------------------- | ------- |
| 1.  | „Haldyn Hotel” (jap. ハルディン・ホテル)                                        | 4:32    |
| 2.  | „Tamashii no furusato” (jap. 魂のふる里, ang. Root of Spirit)                   | 5:42    |
| 3.  | „Coyote” (jap. コヨーテ)                                                        | 4:48    |
| 4.  | „Solar Ray” (jap. ソーラ・レイ)                                                 | 3:08    |
| 5.  | „Shigotoba wa Taboo” (jap. 仕事場はタブー, ang. No Workshop)                    | 4:02    |
| 6.  | „Dune” (jap. デューン)                                                          | 4:36    |
| 7.  | „Frozen Beach” (jap. フローズン・ビーチ)                                        | 4:53    |
| 8.  | „Jikū no mizu” (jap.時空の水, ang. Water in Time and Space)                     | 2:17    |
| 9.  | „Skeleton Coast Kōen” (jap. スケルトン・コースト公園, ang. Skeleton Coast Park) | 5:52    |
| 10. | „Kinsei” (jap. 金星, ang. Venus)                                                | 3:17    |
|     |                                                                                 | 43:07   |